# Communauté d'Agglomération Les Sorgues du Comtat
La communauté d'Agglomération Les Sorgues du Comtat (CASC) est une communauté d'agglomération française, située dans le département de Vaucluse. 

## Historique
Elle est créée le 24 octobre 2001 par les communes d'Entraigues-sur-la-Sorgue, Monteux et Pernes-les-Fontaines. Le 1er janvier 2002, la commune d'Althen-des-Paluds la rejoint. Le 1er janvier 2009, Entraigues-sur-la-Sorgue s'en retire pour rejoindre la communauté d'agglomération du Grand Avignon.
Le 1er janvier 2017, Bédarrides et Sorgues la rejoignent en provenance de la communauté de communes des Pays de Rhône et Ouvèze, conformément au schéma départemental de coopération intercommunale,
À partir du 1er janvier 2022, elle devient une communauté d'agglomération.

## Territoire communautaire

### Géographie
Elle est située au cœur de la Provence, dans le Comtat Venaissin.

### Composition
La communauté d'agglomération est composée des 5 communes suivantes :

| Nom                  | Code Insee | Gentilé     | Superficie (km2) | Population (dernière pop. légale) | Densité (hab./km2) |
| -------------------- | ---------- | ----------- | ---------------- | --------------------------------- | ------------------ |
| Monteux (siège)      | 84080      | Montiliens  | 39,02            | 13 159 (2022)                     | 337                |
| Althen-des-Paluds    | 84001      | Althénois   | 6,4              | 2 881 (2022)                      | 450                |
| Bédarrides           | 84016      | Bédarridais | 24,79            | 5 521 (2022)                      | 223                |
| Pernes-les-Fontaines | 84088      | Pernois     | 51,12            | 10 433 (2022)                     | 204                |
| Sorgues              | 84129      | Sorguais    | 33,4             | 19 030 (2022)                     | 570                |

### Démographie
| 1968   | 1975   | 1982   | 1990   | 1999   | 2010   | 2015   | 2021   |
| ------ | ------ | ------ | ------ | ------ | ------ | ------ | ------ |
| 29 210 | 32 700 | 37 410 | 40 113 | 44 371 | 47 271 | 48 237 | 51 094 |

## Administration

### Siège
Le siège de la communauté d'Agglomération est situé à Monteux.

### Les élus
Le conseil communautaire de la communauté d'Agglomération se compose de 47 conseillers, représentant chacune des communes membres et élus pour une durée de six ans.
Ils sont répartis comme suit :
| Nombre de conseillers | Communes             |
| --------------------- | -------------------- |
| 16                    | Sorgues              |
| 13                    | Monteux              |
| 10                    | Pernes-les-Fontaines |
| 5                     | Bédarrides           |
| 3                     | Althen-des-Paluds    |

### Présidence
| Période                                  | Période  | Identité       | Étiquette | Qualité                    |
| ---------------------------------------- | -------- | -------------- | --------- | -------------------------- |
| Les données manquantes sont à compléter. |          |                |           |                            |
| 2003                                     | En cours | Christian Gros | PS        | maire de Monteux (1989 → ) |

### Compétences

#### Compétences obligatoires
1. - Aménagement de l'espace  Conduite d’actions d’intérêt communautaire, schéma de cohérence territoriale et schéma de secteur  Plan Local Urbanisme, document d’urbanisme en tenant lieu et carte communale sous réserve de l’absence d’opposition des communes membres dans les conditions prévues par la loi.
2. - Développement économique  Création, aménagement, entretien et gestion de toutes les zones d’activités  Soutien aux activités industrielles, commerciales, tertiaires, artisanales, touristiques et de loisirs d’intérêt communautaire. Réalisation d'équipements, de réseaux ou d'établissements. Politique locale du commerce et promotion du tourisme dont création d’offices de tourisme.
3. - Aires des gens du voyage  Aménagement, entretien et gestion
4. - Élimination et valorisation des déchets  Collecte, traitement et tri sélectif des déchets des ménages et déchets assimilés

#### Compétences optionnelles
1. - Environnement  Protection et mise en valeur de l’environnement
2. - Politique du logement et cadre de Vie  Élaboration, mise en œuvre opérationnelle, suivi et évaluation du Programme Local de l’Habitat. Élaboration et mise en œuvre d’une OPAH communautaire
3. - Politique de la Ville  Élaboration du diagnostic du territoire et définition des orientations du contrat de ville.  Animation et coordination des dispositifs contractuels de développement urbain, de développement local et d’insertion économique et sociale ainsi que les dispositifs locaux de prévention de la délinquance. Programme d’actions défini dans le contrat de ville.
4. - Voirie  Création, aménagement et entretien de la voirie communautaire, soit :  Tout le domaine public routier ainsi que les voies privées des communes membres ouvertes à la circulation, et tous les terrains publics ou privés des communes qui servent à la gestion et à l’ornement de ces voies (hors portion départementale) : emprise de la voie (chaussée) et ses dépendances (accotements, fossés, dispositifs d’écoulement des eaux pluviales, talus, murs de soutènement, dalots, annexes (trottoirs, parkings, places, placettes...), éclairage public, mobilier urbain, signalisation verticale et horizontale et espaces verts liés à la voirie.
5. 5- Eau Production, protection du point de prélèvement, traitement, stockage et distribution d’eau potable, délégués au syndicat mixte de la région Rhône Ventoux.

#### Compétences facultatives
1. - Espaces verts  Entretien de tous les espaces verts et espaces publics extérieurs (sauf convention spécifique)
2. - Assainissement non collectif  Mise en place et mise en œuvre du service public d’assainissement SPANC
3. - Eaux pluviales et de ruissellement  Mise en place du service public de gestion des eaux pluviales et zonage d’assainissement pluvial
4. - Milieux Aquatiques  Représentation-substitution des communes au sein des syndicats de rivière :  Aménagement, gestion, entretien et restauration des cours d’eau, milieux aquatiques et terrestres associés ; exploitation et entretien des équipements hydrauliques ; animation et concertation dans le domaine de la gestion et de la protection de la ressource en eau et des milieux aquatiques
5. - Risques majeurs  Prévision et prévention, information et sensibilisation de la population au risque (inondation…)
6. - Transports  Étude des besoins en vue d'établir un schéma de desserte
7. - Sports, Culture, Loisirs  Soutien et coordination des actions d’intérêt communautaire :  Réalisation et restauration d’œuvres d’art  Organisation et gestion de manifestations culturelles, sportives, festives et de loisirs  Attribution de subventions aux associations intercommunales ou dont l’action est communautaire
8. - Droit des sols  Instruction des autorisations et actes relatifs à l’occupation des sols
9. 9 - Mobilité Organisation de la mobilité conformément à la loi n° 2019-1428 du 24 décembre 2019 modifié par l’ordonnance n° 2020-391 du 1er avr. 2020.

### Régime fiscal et budget
Le régime fiscal de la communauté d'Agglomération est la fiscalité professionnelle unique (FPU).